# Secundaire markt
De secundaire markt, in het Engels ook wel ‘aftermarket’ geheten, is de financiële markt waar eerder afgegeven effecten en financiële instrumenten zoals aandelen, obligaties, opties en futures worden gekocht en verkocht.
De term "secundaire markt" wordt ook gebruikt om te verwijzen naar de markt voor eventueel gebruikte goederen of activa (tweedehands), of een alternatief gebruik voor een bestaand product of een dienst waar het klantenbestand de tweede markt is (bijvoorbeeld: maïs is van oudsher voornamelijk gebruikt voor de productie van levensmiddelen en grondstoffen, maar een "tweede" of "derde" markt is ontwikkeld voor gebruik in de productie van ethanol).
De term wordt daarnaast gebruikt om te verwijzen naar leningen die door een hypotheekbank worden verkocht aan investeerders, zoals Fannie Mae en Freddie Mac.
Met primaire uitgiften van effecten of financiële instrumenten (de primaire markt) kopen beleggers deze effecten rechtstreeks van belanghebbenden; zoals aandelenemissies van bedrijven in een beursintroductie of private plaatsing, of rechtstreeks van de overheid in het geval van bijvoorbeeld staatsleningen. Na de eerste uitgifte kunnen beleggers het kopen van andere investeerders in de secundaire markt.
De secundaire markt voor activa kan variëren van leningen tot aandelen, van gefragmenteerd tot gecentraliseerd, en van niet-liquide tot zeer liquide. De belangrijkste effectenbeurzen zijn het meest zichtbare voorbeeld van liquide secundaire markten - in dit geval, voor de aandelen van beursgenoteerde ondernemingen. Beurzen zoals de New York Stock Exchange, de Nasdaq en de American Stock Exchange bieden een gecentraliseerde, liquide secundaire markt voor de beleggers met aandelen die worden verhandeld op deze beurzen. De meeste obligaties en gestructureerde producten worden over the counter verhandeld.